# Podravske Sesvete
Podravske Sesvete è un comune della Croazia di 1 778 abitanti della regione di Koprivnica e Križevci.